# Джоя-деи-Марси
Джоя-деи-Марси (итал. Gioia dei Marsi) — коммуна в Италии, располагается в области Абруццо, в провинции Л’Акуила.
Население составляет 2274 человека (2008 г.), плотность населения составляет 36 чел./км². Занимает площадь 63 км². Почтовый индекс — 67055. Телефонный код — 0863.
Покровителем коммуны почитается святой Викентий Сарагосский, празднование в первое воскресение сентября.
На территории коммуны расположена гора Монте-Серроне, давшая название геологической формации Марне-ди-Монте-Серроне.

## Демография
Динамика населения:

## Администрация коммуны
- Официальный сайт: https://web.archive.org/web/20100328100824/http://sezione19.terremarsicane.it/gioia/index.php